# Liste politischer Parteien in Venezuela
Diese Liste gibt einen Überblick über die wichtigsten politischen Parteien in der Bolivarischen Republik Venezuela.

## Liste
| Name                                                    | Kürzel  | Politische Richtung | Gründung | Wahlbündnis |
| ------------------------------------------------------- | ------- | ------------------- | -------- | ----------- |
| Partido Socialista Unido de Venezuela                   | PSUV    | sozialistisch       | 2007     | GPPSB       |
| Acción Democrática                                      | AD      | sozialdemokratisch  | 1941     | MUD         |
| Primero Justicia                                        | PJ      | rechtsliberal       | 2003     | MUD         |
| Voluntad Popular                                        | VP      | sozialdemokratisch  | 2011     | MUD         |
| Comité de Organización Política Electoral Independiente | COPEI   | christdemokratisch  | 1946     | MUD         |
| Un Nuevo Tiempo                                         | UNT     | sozialdemokratisch  | 2007     | MUD         |
| Movimiento al Socialismo                                | MAS     | sozialdemokratisch  | 1971     | –           |
| Partido Comunista de Venezuela                          | PCV     | kommunistisch       | 1931     | GPPSB       |
| La Causa Radical                                        | LCR     | sozialistisch       | 1971     | MUD         |
| Patria Para Todos                                       | PPT     | sozialistisch       | 1997     | GPPSB       |
| Por la Democracia Social                                | PODEMOS | sozialistisch       | 2002     | GPPSB       |
| Proyecto Venezuela                                      | PV      | konservativ         | 1998     | MUD         |
| Movimiento Electoral del Pueblo                         | MEP     | sozialistisch       | 1968     | GPPSB       |
| Avanzada Progresista                                    | AP      | Mitte-links         | 2012     | MUD         |
| Alianza Bravo Pueblo                                    | ABP     | sozialdemokratisch  | 2000     | MUD         |
| Vente Venezuela                                         | Vente   | liberal             | 2012     | MUD         |

Der GPPSB ist auch als GPP bekannt – Gran Polo Patriótico (Großer Patriotischer Pol).